# Anaecypris hispanica
Anaecypris hispanica је зракоперка из реда Cypriniformes.

## Угроженост
Ова врста се сматра угроженом.

## Распрострањење
Врста је присутна у Шпанији и Португалу.

## Станиште
Станишта врсте су речни екосистеми и слатководна подручја.